# Mezaliance
Mezaliance nebo též mesaliance (z francouzského mésalliance, složeno z més /to z latinského minus – česky méně/ a alliance – česky svazek) je uzavření nerovnorodého manželského svazku. Jedná se buďto o manželství osoby stavu šlechtického s osobou stavu občanského, nebo o sňatek vyššího a nižšího šlechtice.

## Vývoj
Mezalianční svazek byl nepřijatelný zejména pro vysokou šlechtu, jelikož ohrožoval její dlouholetou exkluzivitu. Uzavření takového sňatku mohlo vést v krajních případech až ke ztrátě společenského postavení vyššího šlechtice. Pro manželství byla v evropských šlechtických rodech jasně stanovená pravidla, která měla rodům často zajišťovat „udržení nebo získání jistých území, majetek, politickou moc a řadu privilegií a zároveň snahou stabilizovat striktně vymezené hranice mezi stavy i mezi hierarchicky uspořádanými společenskými vrstvami uvnitř stavu urozených“.
Až do konce 18. století v prostředí české a moravské šlechty k mezaliančním svazkům prakticky nedocházelo. S příchodem průmyslové revoluce a nástupem tak zvaných novodobých industriálních společností začalo být velmi náročné pro šlechtické rody najít si navzájem rodově rovné protějšky. Poprvé v historii nebyli nejbohatší šlechtici, nýbrž obchodníci, továrníci a podnikatelé. Zajištění potřebného věna pro dcery nebylo proto snadné. Navíc platilo, že muž šlechtí ženu. Pokud si žena ze šlechtického rodu vzala měšťana, o svůj titul přišla.
V novodobé společnosti jsou sňatky uvnitř šlechtických rodů uzavírány již méně, stále však bývá z důvodů prestiže výběr partnera vědomě omezen na určité sociální prostředí nebo vrstvu. Porušení tohoto pravidla může přinést ztrátu společenské pozice a jistých výhod a někdy vede až k ostrakizaci partnera, v některých případech obou manželů.

## Důsledky
Děti z takového manželství bývají vylučovány práv a předností, vyhrazených jen potomkům rodičů po meči i po přeslici do jistého pokolení šlechtických úřadů. Problém pro šlechtický rod přicházel hlavně při mezalianci prvorozených synů. Ti mohli přijít o fideikomis, neboli svěřenectví.

## Známé historické mezaliance
Nejvýraznějším příkladem z českých zemí je sňatek Františka Ferdinanda d'Este, následníka rakousko-uherského trůnu, s Žofií Chotkovou v roce 1900. Arcivévoda musel zažádat o souhlas císaře Františka Josefa I. (mimochodem svého strýce), neboť v rakouském císařství platila na základě Císařského rakouského rodinného řádu z roku 1839 podmínka rovnorodosti. Žofie sice pocházela ze šlechtického rodu, rodokmen Chotků ale nebyl pro následníka trůnu dostačující. Císař sňatek i přes počáteční nesouhlas patrně ze strategických důvodů (zajištění nástupce na trůn) povolil, Ferdinand se však musel vzdát práv, poct a titulů nejen pro manželku, ale také pro své potomky.
Další proslulou mezaliancí je manželství britského monarchy Eduarda VIII. s dvakrát rozvedenou Wallis Simpsonovou. Sňatek vyvolal ústavní krizi a Eduard pod nátlakem britského premiéra Stanleye Baldwina abdikoval, čímž se stal jediným panovníkem Commonwealthu, který tak dobrovolně učinil. Za mezalianci považujeme i manželské svazky britského prince Charlese a Camilly Parker-Bowlesové nebo monackého knížete Rainiera III. a americké herečky Grace Kellyové.

## Mezaliance v umění
V literatuře byly mezalianční vztahy často výchozím bodem nebo tématem. V Písní o Nibelunzích je Brunhildou domnělý rozdíl ve společenském postavení mezi Siegfriedem a Kriemhildou základem pro smrtelné spory.
Mezaliance byly tématizovány také v Molièrových komediích nebo v románech Theodora Fontana. V městské tragédii Úklady a láska (Kabale und Liebe) od Friedricha Schillera z roku 1784 například vyhrožuje šlechtický prezident vyděděním, pokud by si jeho syn vzal za ženu městskou Luisu Miller.
Komedie G. B. Shawa „Mesaliance“ a dílo Wernera Schwaba „Mesalliance, aber wir ficken uns prächtig“ z roku 1992 také pracuje s příklady tohoto nerovného svazku.